# 利特爾斯旺 (明尼蘇達州)
科特爾斯旺（英語：Little Swan）是位於美國明尼蘇達州聖路易斯縣的一個近鄰社區。

## 地理
科特爾斯旺所處的海拔為高於海平面390米（即1280英呎），而該地所採用的時區為UTC-6，即北美中部時區（CST）。同時該地設有夏令時間，為UTC-6調快一小時，即UTC-5（CDT）。